# ACAZ C.2
Lo ACAZ C.2 è un caccia e ricognizione belga della seconda metà degli anni Venti del XX secolo rimasto allo stadio di prototipo.

## Storia del progetto

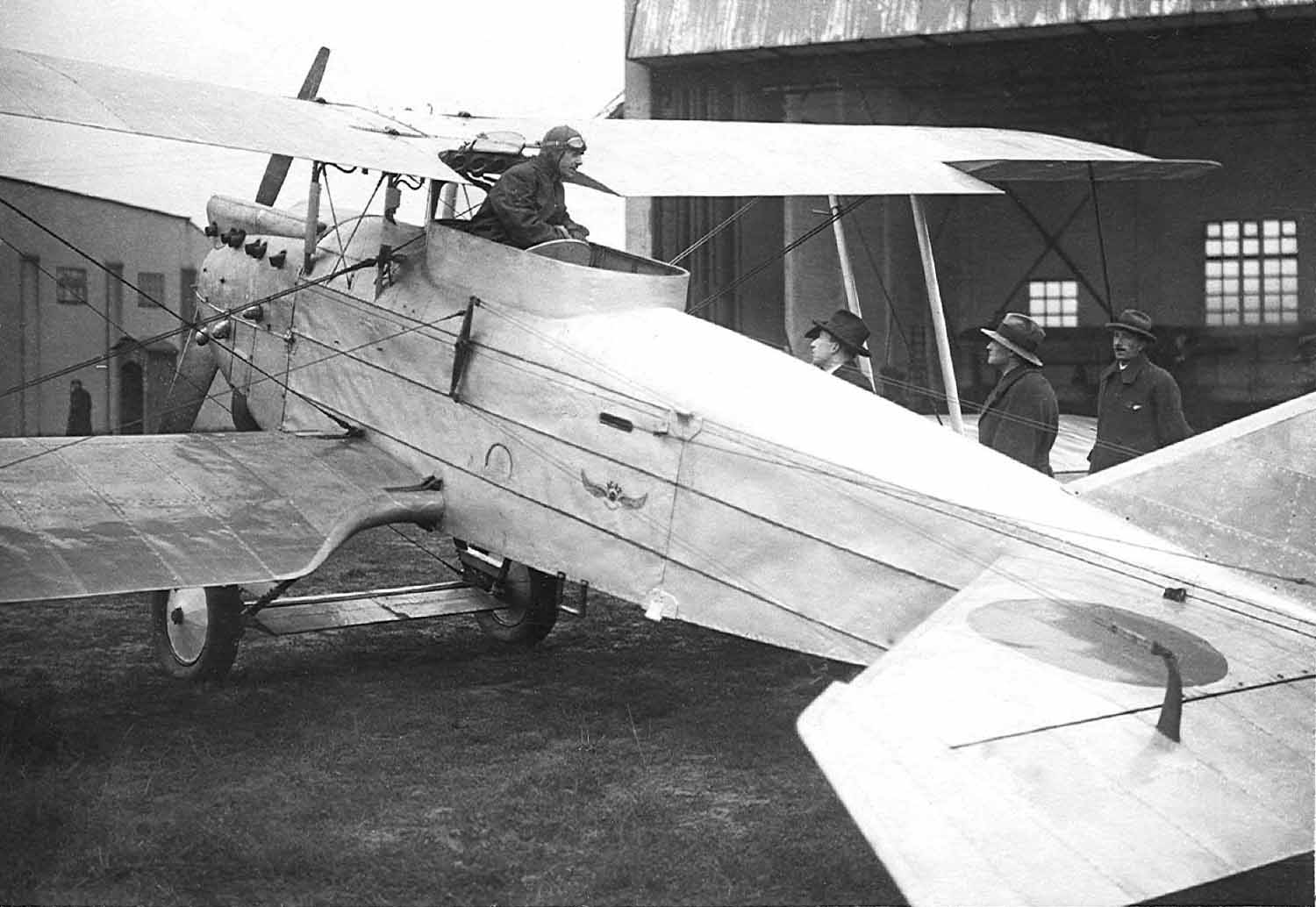
Il pilota collaudatore Joseph Lang discute con il progettista Alfred Hermann davanti ad un hangar sulla base di Evere.

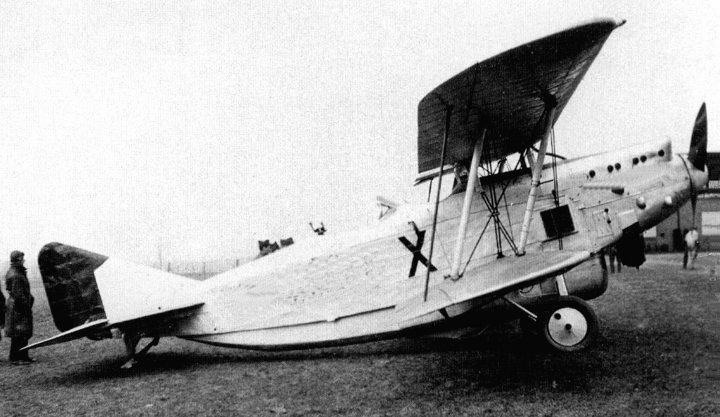
Il prototipo dello ACAZ C.2 modificato.

Progettato e realizzato interamente duralluminio, il prototipo del caccia ricognitore ACAZ C.2 fu costruito presso gli Ateliers de Construction Aéronautique de Zeebrugge (ACAZ) su progetto dell'ingegnere Alfred Hermann.

## Descrizione tecnica
Aereo da caccia e ricognizione, biplano, di costruzione interamente in duralluminio. L'ala inferiore era fortemente scalata rispetto alla superiore per favorire la visibilità del pilota.  Tutte e quattro le sue semiali, dotate ognuna di un singolo alettone, erano identiche e intercambiabili, facilitando così la riparazione, la sostituzione o la costruzione in serie, rendendola meno onerosa. Il profilo alare era un ACAZ n.2, approvato dallo STAé, dotato di grande finezza.  Le due ali erano collegate tra loro da una coppia di montanti interalari, mentre quella superiore era collegata alla fusoliera con una coppia di cabane.  L'ossatura della li era costituita da due longheroni in duralluminio. Il montaggio e lo smontaggio dell'aereo poteva essere rapidamente effettuato da tre uomini senza alcun ausilio meccanico.  Il propulsore era un Hispano-Suiza 12Ha a 12 cilindri in linea, raffreddati a liquido, erogante la potenza di 450 CV.
Il pilota e l'osservatore/mitragliere erano seduti in tandem, in abitacoli aperti. L'armamento consisteva in una singola mitragliatrice Vickers da 7,7 mm fissa, sparante anteriormente e sincronizzata, e due mitragliatrici  Lewis dello stesso calibro, montate su un supporto flessibile.  Nell'aereo vi era spazio per delle fotocamere, consentendone l'uso per la ricognizione fotografica.

## Impiego operativo
L'aereo, con matricola O-BAFX, effettuò il suo primo volo all'inizio del luglio 1926 sulla spiaggia di Zonte, nelle mani del pilota collaudatore adjudant Joseph Lang. Il caccia fu poi valutato a Evere da una commissione militare dell'Aéronautique Militaire Belge e dallo STAé di Bruxelles, e sebbene si fosse rivelato estremamente manovrabile alla quota di 5.000 m, non  ottenne alcun ordine di produzione in quanto gli fu preferito il Breguet Bre 19. Il 9 marzo 1928, l'unico prototipo fu impiegato dal pilota Edmond Thieffry, insieme a due passeggeri, Joseph Lang e Philippe Quersin, per un tentativo di volo verso il Congo belga che, a causa del sovraccarico, si concluse con un atterraggio di fortuna a Philippeville. Il prototipo fu riparato, ricevette la matricola OO-AFX, e fu poi demolito il 25 gennaio 1933.